# Dragan Vučić
Dragan Vučić (em macedônio/macedónio: Драган Вучиќ; 1955 - 4 de maio de 2020) foi um compositor, cantor, filantropista e apresentador de TV macedônio.
Sua música mais famosa é "Odlazim (Nikom nije nocas kao meni)", em português: "Estou indo embora (ninguém se sente como eu hoje à noite)".

## Biografia
Dragan nasceu em Skopje. Dragan compôs inúmeros sucessos pop como Svirete Ja Zajdi Zajdi , Angeli Me Nosat e Kaži Zvezdo. Nos anos 90, ele foi o vocalista da banda pop Koda. Ele compôs a música "Make My Day", escolhida para representar a Macedônia no Festival Eurovisão da Canção 2005.  Mais tarde em sua carreira, ele começou a apresentar vários programas de TV no Kanal 5.
Vučić sofria de câncer de pulmão e sua condição complicou depois de ter contraído o COVID-19 em abril de 2020 e morreu em 4 de maio de 2020 na clínica infecciosa de Skopje, aos 65 anos.